# Чуковезер
Чуковезер е село в Западна България. То се намира в Община Драгоман, Софийска област.

## География
Селото се намира в равнино-хълмистата Софийска котловина, на три километра от град Драгоман. Разположено е на няколко хълма, разпределено на махали.

## История
Археологически разкопки в района на селото установяват останки от кремации на няколко индивида от бронзовата и ранножелязната епоха.
В съкратен регистър на Пиротския кадилък от 1530 година Чуковезор е отбелязано като село с 45 домакинства, 5 неженени жители и 2 вдовици.

## Редовни събития
Празникът на селото е на 2 август.

## Забележителности
- Раннохристиянска църква в м. „Чукар“.
- Оброк „Св. Илия“, Оброк „Св. Богородица“ и Оброк „Св. Георги“.[4]